# عبد المنعم السلاب
عبد المنعم السلاب (1936 -) أديب وروائي مصري.

## حياته
من مواليد 1936 بشربين بالدقهلية، حصل على ليسانس الآداب قسم الاجتماع من كلية الآداب جامعة القاهرة عام 1958، عمل بشركة مصر للطيران وتدرج في وظائفها فشغل مديرا إقليميا بالأردن في الفترة من 1972 ـ 1976 ثم مديرا عاما للتفتيش.عضو اتحاد كتاب مصر ونادى القصة وجمعية الأدباء.

## أعماله
نشر له اتحاد الكتاب رواية (الحرب الثالثة)عام 1999 ونشر نادى القصة رواية (عاد الأسد أسدا نبيلا) عام 2001 ونشرت هيئة الكتاب رواية (علاقات تفتقد البراءة) الجزء الأول عام 2008 والجزء الثاني، وقد تأثر الكاتب بالأحداث التاريخية التي مرت بمصر منذ عام 1946 فظهرت في رواياته، وقد ذكرت لجنة الجائزة التشجيعية في تقريرها أن روايته «تتميز بكفاءة عالية في تمثيل الحياة المصرية في النصف الثانى من هذا القرن بما اعتمل فيها من قوى اجتماعية وفكرية» كما قال الدكتور إبراهيم محمد الشتوى الناقد السعودي عن روايته (حكاية المواطن والضابط) في رسالته للدكتوراه عن (الصراع الحضارى في الرواية المصرية 1973 ـ 1990)أثناء دراسته للاتجاه الإسلامي والماركسية مايلى ص 176 : ".. ولعل أهم رواية تناولت هذا الموضوع رواية (حكاية المواطن والضابط) التي تتناول جيلين من أجيال معتنقى الإتجاه الإسلامى والماركسية "

## جوائز وتكريمات
- حصل على الجوائز الأدبية التالية:
- جائزة القصة القصيرة عن قصته (خدعوك ياولعة) من نادي القصة عام 1957
- جائزة التأليف المسرحي عن مسرحيته (التمثال)من الثقافة الجماهيرية عام 1978.
- حصلت روايته (حكاية المواطن والضابط) على جائزة الدولة التشجيعية عام 1987
- حصل على نوط الامتياز من الطبقة الأولى عام 1989